# Chicago Bulls
De Chicago Bulls is een professioneel basketbalteam uit de Central Division in de Eastern Conference van de Noord-Amerikaanse basketbalcompetitie, de NBA. De Bulls zijn gevestigd in Chicago (Illinois) en kennen in het United Center hun huidige thuisbasis. 

## Geschiedenis
De Chicago Bulls zijn het derde NBA-team dat in Chicago speelt. Voorgangers waren de Chicago Packers/Zephyrs (nu spelend in Washington D.C. onder de naam Washington Wizards) en de Chicago Stags (1946-1950).
In het seizoen 1966/1967 kwam het team voor het eerst uit in de NBA, waarbij het zich meteen plaatste voor de play-offs. De glorietijd van de Bulls zou echter aanbreken vanaf 1984, toen ze in de draft Michael Jordan kozen. In zijn eerste seizoen brak hij al teamrecords en leidde hij de Bulls naar de play-offs. De echte hoogtepunten kwamen in de jaren 90, toen het team onder impuls van Jordan en succescoach Phil Jackson, versterkt werd met Jordan-dienende spelers, iets dat resulteerde in de zes titels. In Scottie Pippen kenden de Bulls een andere speler van grote individuele klasse. Behalve de finalewedstrijden, waren de (vaak halve finale) wedstrijden tegen aartsrivaal de New York Knicks, onder aanvoering van Patrick Ewing, enerverend te noemen.
Het team behaalde in de periode 1991 tot en met 1998 zes van de acht te verkrijgen NBA-titels onder leiding van coach Phil Jackson. De 'winning streak' van de Bulls werd kortstondig onderbroken door een Back-to-Back-titel (twee titels in opeenvolgende seizoenen) van de Houston Rockets, die onder aanvoering van Hakeem Olajuwon en bij tweejarige afwezigheid van Michael Jordan, hun kans grepen. De zes NBA-titels van de Bulls, bestonden uit twee Three Peat's: opeenvolgende titels in drie seizoenen. Alleen de Boston Celtics en de Los Angeles Lakers wisten bovendien de titel in drie opeenvolgende jaren te winnen: in de periode 1957 tot en met 1969 gingen de Celtics er met 11 van de 13 titels vandoor, waarvan acht op rij in de periode 1958 tot en met 1966. De Lakers wisten net als de Bulls, hetzij in verder uiteenliggende perioden, tweemaal de titel in drie opeenvolgende jaren te winnen. Met zes titels zijn de Bulls het op twee na succesvolste team in de geschiedenis van de NBA, na de Boston Celtics en de Los Angeles Lakers, met respectievelijk zeventien en zestien titels. De Celtics verloren, in tegenstelling tot de Bulls, die met een net teruggekeerde Jordan de Eastern Conference Finals tegen de Orlando Magic verloren in 1995, geen enkele van hun conference-finales.

## Kern seizoen 2018/2019
| Coach          | Jim Boylen | Jim Boylen                | Jim Boylen              |
| Positie        | Rugnummer  | Nationaliteit             | Naam                    |
| Guard          | 20         | Vlag van Verenigde Staten | Rawle Alkins            |
| Guard          | 51         | Vlag van Verenigde Staten | Ryan Arcidiacono        |
| Guard          | 9          | Vlag van Verenigde Staten | Antonio Blakeney        |
| Center         | 34         | Vlag van Verenigde Staten | Wendell Carter          |
| Guard          | 32         | Vlag van Verenigde Staten | Kris Dunn               |
| Forward/Center | 6          | Vlag van Brazilië         | Cristiano Felício       |
| Guard          | 3          | Vlag van Verenigde Staten | Shaquille Harrison      |
| Forward        | 15         | Vlag van Verenigde Staten | Chandler Hutchison      |
| Guard          | 8          | Vlag van Verenigde Staten | Zach Lavine             |
| Center         | 42         | Vlag van Verenigde Staten | Robin Lopez             |
| Guard/Forward  | 7          | Vlag van Frankrijk        | Timothé Luwawu-Cabarrot |
| Forward        | 24         | Vlag van Finland          | Lauri Markkanen         |
| Forward        | 22         | Vlag van Verenigde Staten | Otto Porter             |
| Guard          | 44         | Vlag van Verenigde Staten | Brandon Sampson         |
| Guard/Forward  | 14         | Vlag van Verenigde Staten | Wayne Selden            |
| Guard          | 45         | Vlag van Verenigde Staten | Denzel Valentine        |

## Erelijst
Division Championships:
- 1975 Central Division Champions
- 1991 Central Division Champions
- 1992 Central Division Champions
- 1993 Central Division Champions
- 1996 Central Division Champions
- 1997 Central Division Champions
- 1998 Central Division Champions
- 2011 Central Division Champions
- 2012 Central Division Champions

Conference Championships:
- 1991 Eastern Conference Champions
- 1992 Eastern Conference Champions
- 1993 Eastern Conference Champions
- 1996 Eastern Conference Champions
- 1997 Eastern Conference Champions
- 1998 Eastern Conference Champions

NBA Championships:
- 1991 NBA Champions
- 1992 NBA Champions
- 1993 NBA Champions
- 1996 NBA Champions
- 1997 NBA Champions
- 1998 NBA Champions

## Hall of Fame
Retired Numbers:
- 4.  Jerry Sloan           	(1966-1976)
- 10.  Bob Love		        (1968-1977)
- 23.  Michael Jordan		(1984-1993, 1995-1998)
- 33.  Scottie Pippen		(1987-1998, 2003-2004)

Honored Staff:
- Jerry Krause                      (1985-2003)
- Phil Jackson                      (1987-1998)

## Arena
- International Amphitheatre (1966-1967)
- Chicago Stadium (1967-1994)
- United Center (1994-heden)

## Bekende ex-spelers

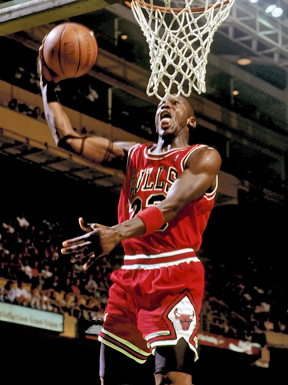
Michael Jordan in het shirt van de Bulls

De bekendste speler van de Chicago Bulls is ongetwijfeld Michael Jordan (1984-1993, 1995-1998). Andere bekende spelers zijn onder anderen:
- B.J. Armstrong (1989-1995, 1999-2000)
- Bill Cartwright (1988-1994)
- Horace Grant (1987-1994)
- Ron Harper (1994-1999)
- Steve Kerr (1993-1998)
- Toni Kukoč (1993-2000)
- Bob Love (1968-1976)
- Robert Parish (1996-1997)
- John Paxson (1985-1994)
- Scottie Pippen (1987-1998, 2003-2004)
- Dennis Rodman (1995-1998)
- Derrick Rose (2008-2016)
- Jerry Sloan (1966-1976)
- Richard Hamilton (2011-2013)